# Böda Bosspoorlijn
De Böda Bosspoorlijn is een Zweeds railtraject dat is aangelegd om hout uit de bossen ten noorden van Böda te transporteren naar de houtzagerij in Nabbelund. Het 27 kilometer lange traject lag tussen Böda en Nabbelund. In 1959 werd de lijn opgedoekt, omdat vervoer per vrachtauto handiger was. Later werd een deel van het traject (tussen Fagerrör en Trollskogen) gebruikt als toeristische trekpleister, waarbij de stoomlocomotief "Mormor" ("Grootmoeder") uit de werktijd nog steeds dienstdoet.